# Olympische Sommerspiele 1952/Reiten – Dressur Mannschaft
Der Mannschaftswettkampf im Dressurreiten bei den Olympischen Spielen 1952 wurde am 28. und 29. Juli im Ruskeasuon liikuntapuisto ausgetragen. Eine Mannschaft bestand aus drei Athleten, deren Resultate aus dem Einzelwettkampf addiert wurden und somit die Mannschaftspunktzahl ergaben.

## Wettkampfformart
Die Athleten hatten 15 Minuten Zeit für ihr Programm. Bei einer Zeitüberschreitung wurde pro Sekunde ein halber Punkt abgezogen.

## Ergebnisse
| Rang | Nation             | Athlet                          | Pferd               | Punkte | Punkte |
| Rang | Nation             | Athlet                          | Pferd               | Einzel | Gesamt |
| ---- | ------------------ | ------------------------------- | ------------------- | ------ | ------ |
| 1    | Schweden           | Henri Saint Cyr                 | Master Rufus        | 561,0  | 1597,5 |
| 1    | Schweden           | Gustaf Adolf Boltenstern junior | Krest               | 531,0  | 1597,5 |
| 1    | Schweden           | Gehnäll Persson                 | Knaust              | 505,5  | 1597,5 |
| 2    | Schweiz            | Gottfried Trachsel              | Kursus              | 531,0  | 1597,0 |
| 2    | Schweiz            | Henri Chammartin                | Wöhler              | 529,5  | 1597,0 |
| 2    | Schweiz            | Gustav Fischer                  | Soliman             | 518,5  | 1597,0 |
| 3    | BR Deutschland     | Heinz Pollay                    | Adular              | 518,5  | 1501,0 |
| 3    | BR Deutschland     | Ida von Nagel                   | Afrika              | 503,0  | 1501,0 |
| 3    | BR Deutschland     | Fritz Thiedemann                | Chronist            | 479,5  | 1501,0 |
| 4    | Frankreich         | André Jousseaume                | Harpagon            | 541,0  | 1423,5 |
| 4    | Frankreich         | Jean Peitevin de Saint André    | Vol au Vent         | 479,0  | 1423,5 |
| 4    | Frankreich         | Jean Saint-Fort Paillard        | Tapir               | 403,5  | 1423,5 |
| 5    | Chile              | José Larraín                    | Rey de Oros         | 473,5  | 1340,5 |
| 5    | Chile              | Héctor Clavel                   | Frontalera          | 452,0  | 1340,5 |
| 5    | Chile              | Ernesto Silva                   | Viarregio           | 415,0  | 1340,5 |
| 6    | Vereinigte Staaten | Robert Borg                     | Bill Biddle         | 492,0  | 1253,5 |
| 6    | Vereinigte Staaten | Marjorie Haines                 | The Flying Dutchman | 446,0  | 1253,5 |
| 6    | Vereinigte Staaten | Hartmann Pauly                  | Reno Overdo         | 315,5  | 1253,5 |
| 7    | Sowjetunion        | Wladimir Raspopow               | Imeninnik           | 433,5  | 1205,5 |
| 7    | Sowjetunion        | Wassili Tichonow                | Pevec               | 395,0  | 1205,5 |
| 7    | Sowjetunion        | Nikolai Sitko                   | Cesar               | 377,0  | 1205,5 |
| 8    | Portugal           | António Reymão Nogueira         | Napeiro             | 428,5  | 1196,5 |
| 8    | Portugal           | Francisco Valadas Júnior        | Feitico             | 422,0  | 1196,5 |
| 8    | Portugal           | Fernando Paes                   | Matamas             | 346,0  | 1196,5 |